# Luxemburgische Verfassung

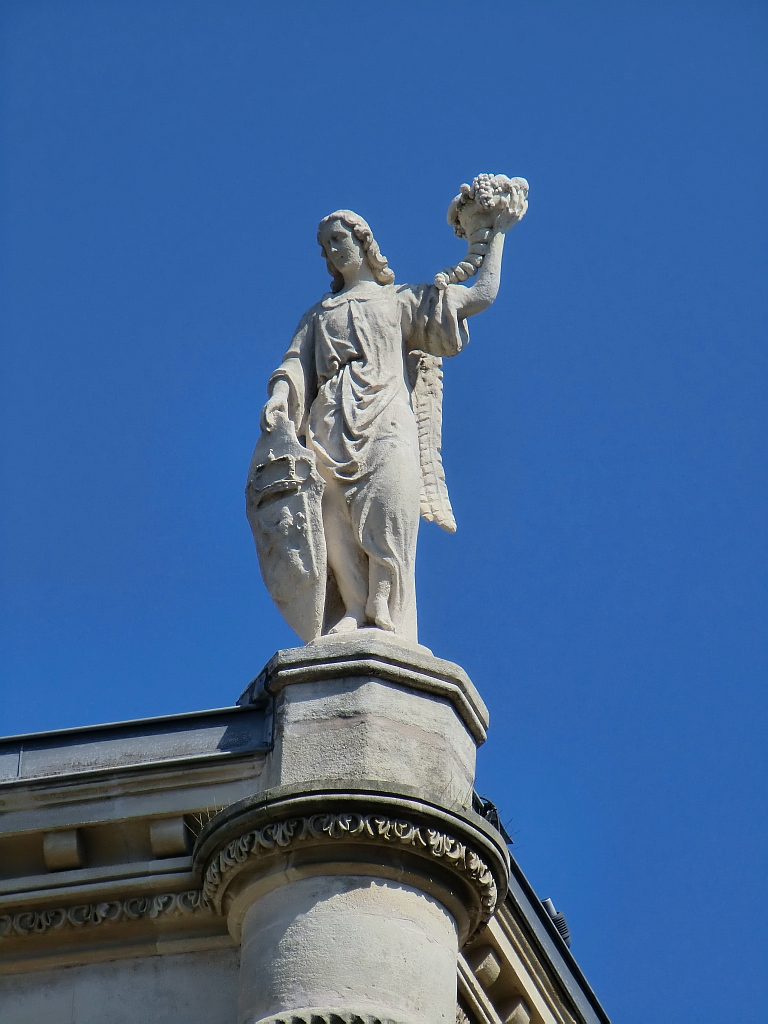
Erzengel auf dem Dachgesims der Abgeordnetenkammer

Die Verfassung von Luxemburg (luxemburgisch Lëtzebuerger Constitutioun, Lëtzebuerger Verfassung, französisch Constitution du Luxembourg) ist die staatsrechtliche Grundordnung des Großherzogtums Luxemburg. Die erste Verfassung des Landes datierte von 1842, die gegenwärtig gültige von 2023.

## Geschichte
Eine erste, vom damaligen König-Großherzog Wilhelm II. oktroyierte Verfassung wurde am 12. Oktober 1841 verkündet und trat am 1. Januar 1842 in Kraft. Am 20. März 1848 wurde eine neue Verfassung erlassen, die am 27. November 1856 auf verfassungswidrigem Wege geändert wurde. Am 17. Oktober 1868 trat eine umfangreiche Revision des Textes von 1848 in Kraft.
Seither wurde allerdings die große Mehrheit der Artikel neu formuliert. Grundlegende Revisionen fanden nach dem Ersten Weltkrieg (Übertragung der Souveränität vom Großherzog auf die Nation, Demokratisierung des Wahlrechts) und nach dem Zweiten Weltkrieg (Festschreibung des parlamentarischen Regierungssystems) statt. Ab den 1980er-Jahren häuften sich die Revisionen. 1996 (in Kraft ab 1. Januar 1997) wurde auf der Grundlage des neuen Artikels 95ter ein Verfassungsgerichtshof (Cour Constitutionnelle) eingerichtet, der verfassungsrechtliche Streitigkeiten (Contrôle de constitutionnalité)  verhandelt. Die letzte Änderung der bisherigen Verfassung erfolgte am 13. Oktober 2017.
Eine umfassende Reform der Verfassung, basierend auf einem Vorschlag von 2009, war 2019 vorerst gescheitert, doch die Reformbemühungen gingen weiter. Am 1. Juli 2023 trat die neue Verfassung des Großherzogtums Luxemburg in Kraft.

## Aufbau der Verfassung von 2023
Der gegenwärtige Text besteht aus 132 Artikeln, die in 12 Kapitel gegliedert sind. Er garantiert die Rechte und Freiheiten der Bürger, umschreibt die Kompetenzen der Staatsgewalten und regelt das parlamentarische System.
Die einzelnen Kapitel behandeln die folgenden Themen (rechtsgrundlegend ist der französische Text):
| Kapitel      | Artikel      | Bezeichnung                                                      | Bezeichnung                                                | Bezeichnung                                                        |
| Kapitel      | Artikel      | deutsch                                                          | luxemburgisch                                              | französisch                                                        |
| ------------ | ------------ | ---------------------------------------------------------------- | ---------------------------------------------------------- | ------------------------------------------------------------------ |
| Kapitel I    | Art. 1–8     | Der Staat, sein Hoheitsgebiet und seine Einwohner                | E Staat, säin Territoire a seng Awunner                    | De l’Etat, de son territoire et de ses habitants                   |
| Kapitel II   | Art. 9–43    | Rechte und Freiheiten                                            | D’Rechter an d’Fräiheeten                                  | Des droits et libertés                                             |
| Kapitel III  | Art. 44–61   | Der Großherzog                                                   | De Grand-Duc                                               | Du Grand-Duc                                                       |
| Kapitel IV   | Art. 62–86   | Die Abgeordnetenkammer                                           | D’Chamber vun den Deputéierten                             | De la Chambre des Députés                                          |
| Kapitel V    | Art. 87–94   | Die Regierung                                                    | D’Regierung                                                | Du Gouvernement                                                    |
| Kapitel VI   | Art. 95–96   | Der Staatsrat                                                    | De Staatsrot                                               | Du Conseil d’Etat                                                  |
| Kapitel VII  | Art. 97–112  | Die Justiz                                                       | D’Justiz                                                   | De la justice                                                      |
| Kapitel VIII | Art. 113–120 | Bestimmungen über die Staatsverwaltung                           | Verschidde Bestëmmungen iwwer d’Staatsverwaltung           | Des certaines dispositions relatives à l’administration de l’État  |
| Kapitel IX   | Art. 121–127 | Die Gemeinden                                                    | D’Gemengen                                                 | Des communes                                                       |
| Kapitel X    | Art. 128–129 | Öffentlich-rechtliche Einrichtungen des Staates und Berufsorgane | Dem Staat seng Établissement-publicken an d’Beruffsorganer | Des établissements publics de l’État et des organes professionnels |
| Kapitel XI   | Art. 130–131 | Die Änderung der Verfassung                                      | D’Verfassungsrevisoun                                      | De la révision de la Constitution                                  |
| Kapitel XII  | Art. 132     | Übergangsbestimmungen                                            | Iwwergangsbestëmmungen                                     | Dispositions transitoires                                          |